# Velton Ray Bunch
Velton Ray Bunch (* 1948 in Goldsboro, North Carolina) ist ein US-amerikanischer Komponist für Film- und Fernsehmusik.
Bereits mit zehn Jahren fand Bunch seine Leidenschaft zur Musik, als er Klavier in einer lokalen Kirche mit Gospeleinflüssen spielte. Zunächst jedoch verfolgte er eine Karriere als Baseballspieler, die er nach einer Verletzung allerdings aufgeben musste. Sich auf die Musikleidenschaft zurückbesinnend, studierte er erfolgreich Musiktheorie und Komposition an der East Carolina University.
Bunch zog nach Kalifornien, wo er auf Jimmy Webb traf und einen Vertrag als Songwriter abschloss. Einige Jahre später lernte er Mike Post kennen, der ihn in Richtung Fernsehmusik förderte. Hier zunächst als Pianist und Arrangeur für Ray Charles und Mac Davis. Auch als Songwriter feierte er Erfolge, zum Beispiel mit Liedern für Dolly Parton, The Commodores und die Oakridge Boys.
Post drängte ihn weiter für dramatische Fernsehserien zu schreiben. Mit der Musik zur erfolgreichen Science-Fiction-Serie Zurück in die Vergangenheit stellte er seine Vielfältigkeit unter Beweis. Für die in verschiedenen Jahren der Vergangenheit und an unterschiedlichen Orten in den Vereinigten Staaten spielenden Folgen schrieb er Stücke aus diversen Genres, wie Symphonic Rock, Country, Rhythm & Blues und Gospel. Im Jahr 1993 wurde er für seine Musik in der Folge Lee Harvey Oswald für den Emmy nominiert. Weitere Nominierungen folgten für die Titelmusik zur Serie Pretender (2000) und dem Fernsehfilm Papa's Angels – Bewegte Zeiten (2001).
Mit seiner Musik zur Folge Similitude der Serie Star Trek: Enterprise gelang ihm 2004 schließlich der Gewinn des Emmys in der Kategorie „Herausragende Musikkomposition für eine Serie“.

## Filmografie (Auswahl)
- 1989–1993: Zurück in die Vergangenheit (Quantum Leap) (Fernsehserie, 37 Episoden)
- 1995: JAG – Im Auftrag der Ehre (JAG) (Fernsehserie, fünf Episoden)
- 1999: Melodie der Leidenschaft (Blue Valley Songbird)
- 2000: Die Little Richard Story (Little Richard)
- 2001: Blutige Indizien – Das Spiel mit dem Tod (Three Blind Mice)
- 2001: Stürmische Zeiten (What Girls Learn)
- 2002–2005: Star Trek: Enterprise (Fernsehserie, 13 Episoden)
- 2006: Flight 93 – Todesflug am 11. September (Flight 93)